# Giulio Cuccodoro
Giulio Cuccodoro, né en 1963, est un coléoptériste suisse spécialiste des Staphylinidae. Il est diplômé de l'Université de Genève et travaille depuis les années 1990 au département d’entomologie du Muséum d'histoire naturelle de Genève.

## Taxons dédiés
Giulio Cuccodoro est dédicataire du genre Cuccodorodes Yin, 2018, ainsi que des espèces suivantes :
- Agathidium cuccodoroi Angelini, 2002
- Amarygmus cuccodoroi Bremer, 2005
- Baeocera cuccodoroi Löbl, 2002
- Batriscenellus cuccodoroi Jiang, Ri-Xing & Yin, 2017
- Carpelimus cuccodoroi Gildenkov, 2013
- Gnypetalia cuccodoroi Paśnik, 2005
- Laena cuccodoroi Schawaller, 2012
- Laotrichia cuccodoroi Keith, 2007
- Leschenellus cuccodoroi Théry, 2017
- Madecorphnus cuccodoroi Frolov, 2010
- Mecyclothorax cuccodoroi Baehr, 2002
- Neohelota cuccodoroi Lee & Votruba, 2013
- Oedichirus cuccodoroi Rougemont, 2018
- Pachydesus cuccodoroi Deuve, 2005
- Plesiophthalmus cuccodoroi Masumoto, 2001
- Pseudolathra cuccodoroi Rougemont, 2015
- Stenus cuccodoroi Puthz, 2004
- Tropicis cuccodoroi Lopes-Andrade, 2008

## Taxons décrits
Giulio Cuccodoro a décrit ou co-décrit les genres suivants :
- Armariolus Kurbatov, Cuccodoro & Löbl, 2007[1]
- Borneodeuterus Kurbatov & Cuccodoro, 2015
- Cataphractinus Kurbatov, Cuccodoro & Löbl, 2007[1]
- Cretobrachygluta Yin, Kurbatov, Cuccodoro & Cai, 2019
- Euparops Kurbatov & Cuccodoro, 2009
- Exoterus Cuccodoro & Kurbatov, 2006
- Klarissa Kurbatov, Cuccodoro & Löbl, 2007[1]
- Multesimus Kurbatov, Cuccodoro & Löbl, 2007[1]
- Nippiliphus Kurbatov, Cuccodoro & Löbl, 2007[1]

Ainsi que les espèces suivantes :

Dessin de Armariolus praepilatus Kurbatov, Cuccodoro & Löbl, 2007.

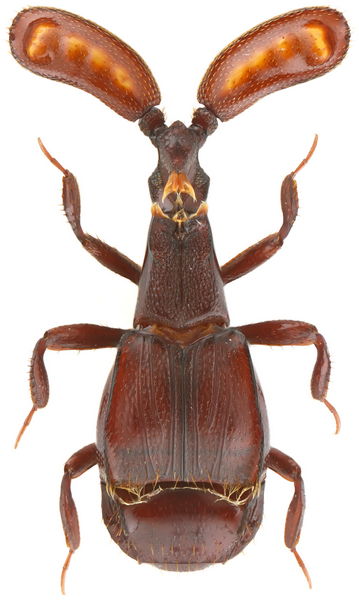
Holotype de Colilodion schulzi Yin & Cuccodoro, 2016.

- Achilia adorabilis Sabella, Cuccodoro & Kurbatov, 2019
- Achilia baburra Sabella, Cuccodoro & Kurbatov, 2019
- Achilia covidia Kurbatov, Cuccodoro & Sabella, 2021
- Achilia cunniceps Sabella, Cuccodoro & Kurbatov, 2019
- Achilia elguetai Sabella, Cuccodoro & Kurbatov, 2020[2]
- Achilia fiura Kurbatov, Cuccodoro & Sabella, 2018
- Achilia franzi Sabella, Cuccodoro & Kurbatov, 2020[2]
- Achilia jeanneli Sabella, Cuccodoro & Kurbatov, 2020[2]
- Achilia nipponobythoides Sabella, Cuccodoro & Kurbatov, 2019
- Achilia pandemica Kurbatov, Cuccodoro & Sabella, 2021
- Achilia pugila Sabella, Cuccodoro & Kurbatov, 2019
- Achilia pullastra Sabella, Cuccodoro & Kurbatov, 2019
- Achilia quarantena Kurbatov, Cuccodoro & Sabella, 2021
- Achilia reitteri Sabella, Cuccodoro & Kurbatov, 2019
- Achilia trauco Kurbatov, Cuccodoro & Sabella, 2018
- Achilia trulla Sabella, Cuccodoro & Kurbatov, 2019
- Achilia zaurda Sabella, Cuccodoro & Kurbatov, 2019
- Archiclaviger gaofani Yin, Hlaváč & Cuccodoro, 2020
- Armariolus aeruscator Kurbatov, Cuccodoro & Löbl, 2007[1]
- Armariolus bombax Kurbatov, Cuccodoro & Löbl, 2007[1]
- Armariolus brachiatus Kurbatov, Cuccodoro & Löbl, 2007[1]
- Armariolus glutto Kurbatov, Cuccodoro & Löbl, 2007[1]
- Armariolus praepilatus Kurbatov, Cuccodoro & Löbl, 2007[1]
- Borneodeuterus sannio Kurbatov & Cuccodoro, 2015
- Cataphractinus arenarius Kurbatov, Cuccodoro & Löbl, 2007[1]
- Cataphractinus clibanarius Kurbatov, Cuccodoro & Löbl, 2007[1]
- Cataphractinus crupellarius Kurbatov, Cuccodoro & Löbl, 2007[1]
- Colilodion schulzi Yin & Cuccodoro, 2016
- Cretobrachygluta laurasiensis Yin, Kurbatov, Cuccodoro & Cai, 2019
- Deleaster gibbosus Cuccodoro & Makranczy, 2013
- Deleaster negus Cuccodoro & Makranczy, 2013
- Enoptostomus arabicus Besuchet & Cuccodoro, 2011
- Euparops chandleri Kurbatov & Cuccodoro, 2009
- Euparops dijeridu Kurbatov & Cuccodoro, 2009
- Euparops forix Kurbatov & Cuccodoro, 2009
- Exoterus lannaeus Cuccodoro & Kurbatov, 2006
- Klarissa pantagatha Kurbatov, Cuccodoro & Löbl, 2007[1]
- Maya bracata Kurbatov, Cuccodoro & Löbl, 2007[1]
- Maya churgellae Kurbatov, Cuccodoro & Löbl, 2007[1]
- Maya foveolata Kurbatov, Cuccodoro & Löbl, 2007[1]
- Maya horricomis Kurbatov, Cuccodoro & Löbl, 2007[1]
- Megarthrus aino Cuccodoro, 1996
- Megarthrus alesi Cuccodoro, 2003
- Megarthrus alienus Cuccodoro, 1998[3]
- Megarthrus anggiensis Cuccodoro, 1998[3]
- Megarthrus ashei Cuccodoro & Löbl, 1996
- Megarthrus auricola Cuccodoro, 1995[4]
- Megarthrus bajie Liu & Cuccodoro, 2021
- Megarthrus balensis Cuccodoro, 1999
- Megarthrus baliemensis Cuccodoro, 1998[3]
- Megarthrus bantu Cuccodoro & Löbl, 1995[5]
- Megarthrus bierigi Cuccodoro, 2011
- Megarthrus borealis Cuccodoro & Löbl, 1996
- Megarthrus budai Liu & Cuccodoro, 2020
- Megarthrus chiapas Cuccodoro, 2020
- Megarthrus chujiao Liu & Cuccodoro, 2020
- Megarthrus clarkei Cuccodoro & Löbl, 1995[5]
- Megarthrus con Cuccodoro, 2011[6]
- Megarthrus conspirator Cuccodoro, 1996
- Megarthrus constrictus Cuccodoro, 1996
- Megarthrus coreanus Kim & Cuccodoro, 2011
- Megarthrus danieli Cuccodoro, 1999
- Megarthrus dominicae Cuccodoro & Löbl, 1995[5]
- Megarthrus fakir Cuccodoro, 2003
- Megarthrus falasha Cuccodoro & Löbl, 1995[5]
- Megarthrus festivus Cuccodoro, 2011[6]
- Megarthrus fijianus Cuccodoro, 1998[3]
- Megarthrus geginati Cuccodoro, 2010
- Megarthrus globulus Cuccodoro, 2011[6]
- Megarthrus gressitti Cuccodoro, 1998[3]
- Megarthrus harennaensis Cuccodoro, 1999
- Megarthrus heise Zhang, Cuccodoro, Chen & Liu, 2021
- Megarthrus horticola Cuccodoro & Löbl, 1995[5]
- Megarthrus hutu Cuccodoro & Löbl, 1995[5]
- Megarthrus incubifer Cuccodoro, 1996
- Megarthrus ivani Cuccodoro, 2003
- Megarthrus kurbatovi Cuccodoro, 2018
- Megarthrus kuscheli Cuccodoro, 1998[3]
- Megarthrus lanka Cuccodoro & Liu, 2016
- Megarthrus lisae Cuccodoro, 2011[6]
- Megarthrus loebli Cuccodoro, 2018
- Megarthrus machu Cuccodoro, 2011
- Megarthrus magnicaudatus Cuccodoro & Löbl, 1995[5]
- Megarthrus magnificus Cuccodoro, 2011[6]
- Megarthrus mahnerti Cuccodoro & Löbl, 1995[5]
- Megarthrus major Cuccodoro & Löbl, 1995[5]
- Megarthrus maniwaata Cuccodoro & Löbl, 1995[5]
- Megarthrus merabet Cuccodoro & Löbl, 1995[5]
- Megarthrus metanas Cuccodoro, 2011[6]
- Megarthrus mirabilis Cuccodoro, 2011[6]
- Megarthrus mukankundiyeorum Cuccodoro & Löbl, 1995[5]
- Megarthrus mwami Cuccodoro & Löbl, 1995[5]
- Megarthrus nanus Cuccodoro & Löbl, 1995[5]
- Megarthrus narendrani Cuccodoro & Liu, 2016
- Megarthrus negus Cuccodoro & Löbl, 1995[5]
- Megarthrus newtoni Cuccodoro & Löbl, 1996
- Megarthrus nilgiriensis Cuccodoro & Liu, 2016
- Megarthrus niloticus Cuccodoro & Löbl, 1995[5]
- Megarthrus occidentalis Cuccodoro & Löbl, 1996
- Megarthrus octopus Cuccodoro, 2011[6]
- Megarthrus oromo Cuccodoro, 1999
- Megarthrus panda Liu & Cuccodoro, 2021
- Megarthrus panga Cuccodoro & Löbl, 1995[5]
- Megarthrus pecki Cuccodoro & Löbl, 1996
- Megarthrus peckorum Cuccodoro, 1998[3]
- Megarthrus phoenix Cuccodoro, 2011[6]
- Megarthrus ping Cuccodoro, 2011[6]
- Megarthrus primus Cuccodoro, 1995[4]
- Megarthrus ras Cuccodoro & Löbl, 1995[5]
- Megarthrus riedeli Cuccodoro, 1998[3]
- Megarthrus rougemonti Cuccodoro & Löbl, 1995[5]
- Megarthrus saddu Cuccodoro, 2003
- Megarthrus sawadai Cuccodoro, 1996
- Megarthrus scotti Cuccodoro & Löbl, 1995[5]
- Megarthrus selenitus Cuccodoro & Löbl, 1995[5]
- Megarthrus smetanai Cuccodoro & Löbl, 1996
- Megarthrus spinosus Cuccodoro & Löbl, 1995[5]
- Megarthrus splendidus Cuccodoro, 2011[6]
- Megarthrus stylifer Cuccodoro & Löbl, 1995[5]
- Megarthrus tac Cuccodoro, 2011[6]
- Megarthrus taiwanus Cuccodoro, 2011[6]
- Megarthrus tic Cuccodoro, 2011[6]
- Megarthrus twa Cuccodoro & Löbl, 1995[5]
- Megarthrus uhligi Cuccodoro & Löbl, 1997
- Megarthrus vanschuytbroecki Cuccodoro & Löbl, 1995[5]
- Megarthrus watutsi Cuccodoro & Löbl, 1995[5]
- Megarthrus wollastoni Cuccodoro & Löbl, 1997
- Megarthrus wujing Liu & Cuccodoro, 2021
- Megarthrus wukong Liu & Cuccodoro, 2021
- Megarthrus yeti Cuccodoro, 2003
- Megarthrus zekorum Cuccodoro & Löbl, 1997
- Megarthrus zerchei Cuccodoro & Löbl, 1997
- Megarthrus zulu Cuccodoro & Löbl, 1995[5]
- Morana afflictrix Kurbatov, Cuccodoro & Löbl, 2007[1]
- Morana agostii Kurbatov, Cuccodoro & Löbl, 2007[1]
- Morana ampullaria Kurbatov, Cuccodoro & Löbl, 2007[1]
- Morana asema Kurbatov, Cuccodoro & Löbl, 2007[1]
- Morana belajevae Kurbatov, Cuccodoro & Löbl, 2007[1]
- Morana bellicosa Kurbatov, Cuccodoro & Löbl, 2007[1]
- Morana bidentata Kurbatov, Cuccodoro & Löbl, 2007[1]
- Morana brinevi Kurbatov, Cuccodoro & Löbl, 2007[1]
- Morana burckhardti Kurbatov, Cuccodoro & Löbl, 2007[1]
- Morana caudata Kurbatov, Cuccodoro & Löbl, 2007[1]
- Morana clypeata Kurbatov, Cuccodoro & Löbl, 2007[1]
- Morana crustosa Kurbatov, Cuccodoro & Löbl, 2007[1]
- Morana derosa Kurbatov, Cuccodoro & Löbl, 2007[1]
- Morana diatretaria Kurbatov, Cuccodoro & Löbl, 2007[1]
- Morana distensiceps Kurbatov, Cuccodoro & Löbl, 2007[1]
- Morana dorsuosa Kurbatov, Cuccodoro & Löbl, 2007[1]
- Morana epastifrons Kurbatov, Cuccodoro & Löbl, 2007[1]
- Morana eromenion Kurbatov, Cuccodoro & Löbl, 2007[1]
- Morana fastigata Kurbatov, Cuccodoro & Löbl, 2007[1]
- Morana femoralis Kurbatov, Cuccodoro & Löbl, 2007[1]
- Morana galeata Kurbatov, Cuccodoro & Löbl, 2007[1]
- Morana hastulata Kurbatov, Cuccodoro & Löbl, 2007[1]
- Morana histanoceroides Kurbatov, Cuccodoro & Löbl, 2007[1]
- Morana hoplomacha Löbl, Kurbatov & Cuccodoro, 2007
- Morana loquax Kurbatov, Cuccodoro & Löbl, 2007[1]
- Morana lucipeta Kurbatov, Cuccodoro & Löbl, 2007[1]
- Morana lupula Kurbatov, Cuccodoro & Löbl, 2007[1]
- Morana lusciosa Kurbatov, Cuccodoro & Löbl, 2007[1]
- Morana machaerifera Kurbatov, Cuccodoro & Löbl, 2007[1]
- Morana mahadewa Kurbatov, Cuccodoro & Löbl, 2007[1]
- Morana minax Kurbatov, Cuccodoro & Löbl, 2007[1]
- Morana murphyi Kurbatov, Cuccodoro & Löbl, 2007[1]
- Morana nana Kurbatov, Cuccodoro & Löbl, 2007[1]
- Morana obbatifrons Kurbatov, Cuccodoro & Löbl, 2007[1]
- Morana oxymoron Kurbatov, Cuccodoro & Löbl, 2007[1]
- Morana palaung Kurbatov, Cuccodoro & Löbl, 2007[1]
- Morana palpalis Kurbatov, Cuccodoro & Löbl, 2007[1]
- Morana palulifrons Kurbatov, Cuccodoro & Löbl, 2007[1]
- Morana papulifera Kurbatov, Cuccodoro & Löbl, 2007[1]
- Morana pectinicornis Kurbatov, Cuccodoro & Löbl, 2007[1]
- Morana perreaui Kurbatov, Cuccodoro & Löbl, 2007[1]
- Morana persolla Kurbatov, Cuccodoro & Löbl, 2007[1]
- Morana petulca Kurbatov, Cuccodoro & Löbl, 2007[1]
- Morana platypes Kurbatov, Cuccodoro & Löbl, 2007[1]
- Morana rebellis Kurbatov, Cuccodoro & Löbl, 2007[1]
- Morana repandirostra Kurbatov, Cuccodoro & Löbl, 2007[1]
- Morana sagax Kurbatov, Cuccodoro & Löbl, 2007[1]
- Morana scapus Kurbatov, Cuccodoro & Löbl, 2007[1]
- Morana schwendingeri Kurbatov, Cuccodoro & Löbl, 2007[1]
- Morana semifacta Kurbatov, Cuccodoro & Löbl, 2007[1]
- Morana sima Kurbatov, Cuccodoro & Löbl, 2007[1]
- Morana sinciput Kurbatov, Cuccodoro & Löbl, 2007[1]
- Morana smetanai Kurbatov, Cuccodoro & Löbl, 2007[1]
- Morana sycosifrons Kurbatov, Cuccodoro & Löbl, 2007[1]
- Morana tibialis Kurbatov, Cuccodoro & Löbl, 2007[1]
- Morana virago Kurbatov, Cuccodoro & Löbl, 2007[1]
- Morana vultuosa Kurbatov, Cuccodoro & Löbl, 2007[1]
- Multesimus cuniculus Kurbatov, Cuccodoro & Löbl, 2007[1]
- Multesimus gallulus Kurbatov, Cuccodoro & Löbl, 2007[1]
- Multesimus jaccoudi Löbl, Kurbatov & Cuccodoro, 2007
- Multesimus talpula Kurbatov, Cuccodoro & Löbl, 2007[1]
- Nippiliphus crurifragius Kurbatov, Cuccodoro & Löbl, 2007[1]
- Nippiliphus napolovi Kurbatov, Cuccodoro & Löbl, 2007[1]
- Oberea pseudoformosana Li, Cuccodoro & Chen, 2014
- Ochicanthon besucheti Cuccodoro, 2011
- Ochicanthon ceylonicus Cuccodoro, 2011
- Ochicanthon ernei Cuccodoro, 2011
- Ochicanthon gauricola Cuccodoro, 2011
- Ochicanthon mussardi Cuccodoro, 2011
- Ogmocerodes navigator Cuccodoro & Yin, 2015
- Paragoniastes uesci Cuccodoro & Kurbatov, 2012
- Pareuplectops botellus Kurbatov & Cuccodoro, 2009
- Pareuplectops fartor Kurbatov & Cuccodoro, 2009
- Pareuplectops isiciarius Kurbatov & Cuccodoro, 2009
- Pareuplectops lopchang Kurbatov & Cuccodoro, 2009
- Pareuplectops lucanicus Kurbatov & Cuccodoro, 2009
- Pareuplectops salami Kurbatov & Cuccodoro, 2009
- Pareuplectops sommoo Kurbatov & Cuccodoro, 2009
- Pareuplectops tubarius Kurbatov & Cuccodoro, 2009
- Proterus alexandrae Cuccodoro & Kurbatov, 2006
- Proterus elenae Cuccodoro & Kurbatov, 2006
- Proterus laureatus Cuccodoro & Kurbatov, 2006
- Proterus lucilae Cuccodoro & Kurbatov, 2006
- Proterus noai Cuccodoro & Kurbatov, 2006
- Proterus observator Cuccodoro & Kurbatov, 2006
- Proterus pumilio Cuccodoro & Kurbatov, 2006

## Publications
Années 1990
- (en) G. Cuccodoro, « Two new species of Megarthrus (Coleoptera, Staphylinidae, Proteininae) and a note on ‘water loading’ behaviour », Journal of Zoology, Wiley-Blackwell, vol. 236, no 2,‎ juin 1995, p. 253-264 (ISSN 1469-7998, 0022-5460 et 0952-8369, OCLC 15264754, DOI 10.1111/J.1469-7998.1995.TB04492.X).
- (en) Giulio Cuccodoro et Ivan Löbl, « Revision of the Afrotropical rove-beetles of the genus Megarthrus (Coleoptera, Staphylinidae, Proteininae) », Revue suisse de zoologie, MHNG, vol. 102, no 3,‎ 1995, p. 655–761 (ISSN 0035-418X, DOI 10.5962/BHL.PART.80479, lire en ligne).
- (en) G. Cuccodoro, « Revision of the Japanese rove-beetles of the genus Megarthrus (Coleoptera, Staphylinidae, Proteininae) », Revue suisse de zoologie, MHNG, vol. 103,‎ 1996, p. 475–524 (ISSN 0035-418X, DOI 10.5962/BHL.PART.79957).
- (en) Giulio Cuccodoro et Ivan Löbl, « Revision of the Palaearctic rove beetles of the genus Megarthrus Curtis (Coleoptera: Staphylinidae: Proteininae) », Journal of Natural History, Taylor & Francis, vol. 31, no 9,‎ septembre 1997, p. 1347-1415 (ISSN 0022-2933 et 1464-5262, DOI 10.1080/00222939700770761).
- (en) Giulio Cuccodoro, « Revision and phylogeny of Megarthrus Curtis 1829 from New Guinea, New Caledonia and Fiji (Coleoptera Staphylinidae Proteininae) », Tropical Zoology, Taylor & Francis, PAGEPress (Italy) (d) et FUP (d), vol. 11, no 1,‎ juin 1998, p. 103-137 (ISSN 0394-6975 et 1970-9528, DOI 10.1080/03946975.1998.10539356).
- (en) Giulio Cuccodoro, « A New Device to Rear Small Hygrophilous Coleoptera », The Coleopterists Bulletin, The Coleopterists Society (d), vol. 53, no 4,‎ 1999, p. 388-391 (ISSN 0010-065X et 1938-4394, JSTOR 4009448).
- (en) Giulio Cuccodoro, « Four new species of Megarthrus Curtis, 1829 (Coleoptera, Staphylinidae, Proteininae) from the Bale Mountains, southern Ethiopia », Bulletin de la Société Entomologique Suisse, Société Entomologique Suisse (d), vol. 72,‎ 1999, p. 373 (ISSN 0036-7575 et 2297-539X, OCLC 1586648, DOI 10.5169/SEALS-402765, lire en ligne).

Années 2000
- (de) Giulio Cuccodoro, « Nomenclatural notes on Hylecoetinae (Coleoptera, Lymexylidae) », Bulletin de la Société Entomologique Suisse, Société Entomologique Suisse (d), vol. 75,‎ 2002, p. 169 (ISSN 0036-7575 et 2297-539X, OCLC 1586648, DOI 10.5169/SEALS-402824, lire en ligne).
- (en) Giulio Cuccodoro, Daniel Burckhardt et Richard A. B. Leschen, « Ivan Löbl: coleopterist and curator », Memoirs on Entomology, International, Gainesville,‎ 2003 (ISSN 1083-6284).
- (en) Giulio Cuccodoro et Sergey A. Kurbatov, « Revision of Proterus Raffray, 1897, with description of a new affiliated genus from Thailand (Coleoptera, Staphylinidae, Pselaphinae) », Bulletin de la Société Entomologique Suisse, Société Entomologique Suisse (d), vol. 79,‎ 2006, p. 251 (ISSN 0036-7575 et 2297-539X, OCLC 1586648, DOI 10.5169/SEALS-402924, lire en ligne).
- (en) Sergey A. Kurbatov, Giulio Cuccodoro et Ivan Löbl, « Revision of Morana Sharp and allied genera (Coleoptera: Staphylinidae: Pselaphinae) », Annales Zoologici, PAN, vol. 57, no 4,‎ janvier 2007, p. 591-720 (ISSN 0003-4541 et 1734-1833, OCLC 1443837, lire en ligne).
- (en) Sergey A. Kurbatov et Giulio Cuccodoro, « Revision of Pareuplectops Jeannel and description of a new affiliated genus from Australia (Coleoptera: Staphylinidae: Pselaphinae) », Revue suisse de zoologie, MHNG, vol. 116,‎ 2009, p. 3–29 (ISSN 0035-418X, DOI 10.5962/BHL.PART.79488).

Années 2010
- (en) Giulio Cuccodoro, « A new species of Megarthrus from Mount Elgon (Coleoptera, Staphylinidae, Proteininae) », Bulletin de la Société Entomologique Suisse, Société Entomologique Suisse (d), vol. 83,‎ 2010, p. 233 (ISSN 0036-7575 et 2297-539X, OCLC 1586648, DOI 10.5169/SEALS-403012, lire en ligne).
- (en) Mathews Latha, Giulio Cuccodoro, Thomas K. Sabu et K. V. Vinod, « Taxonomy of the dung beetle genus Ochicanthon Vaz-de-Mello (Coleoptera: Scarabaeidae: Scarabaeinae) of the Indian subcontinent, with notes on distribution patterns and flightlessness », Zootaxa, Magnolia Press (d), vol. 2745, no 1,‎ 20 janvier 2011, p. 1-29 (ISSN 1175-5334 et 1175-5326, OCLC 49030618, DOI 10.11646/ZOOTAXA.2745.1.1).
- (en + fr) Giulio Cuccodoro, Myoung Hee Kim et Kee-Jeong Ahn, « Megarthrus of Korea, with description of a new species (Coleoptera: Staphylinidae: Proteininae) », The Canadian Entomologist, Ottawa, Société d'entomologie du Canada, vol. 143, no 4,‎ août 2011, p. 317-331 (ISSN 0008-347X et 1918-3240, OCLC 01553087, DOI 10.4039/N11-004).
- (en) Giulio Cuccodoro, « Revision of the Neotropical types of Megarthrus Curtis, 1829 and description of two new species from Costa Rica and Peru (Coleoptera, Staphylinidae, Proteininae) », Revue suisse de zoologie, MHNG, vol. 118, no 1,‎ 2011, p. 107–147 (ISSN 0035-418X, DOI 10.5962/BHL.PART.117802).
- (en) Giulio Cuccodoro, « Megarthrus of Taiwan, with notes on phylogenetic relationships within the genus (Coleoptera: Staphylinidae: Proteininae) », Studies and Reports. Taxonomical Series, vol. 7,‎ 2011, p. 25-92 (ISSN 1805-5648, lire en ligne).
- (en) Giulio Cuccodoro, Sergey A. Kurbatov, Luciano Pereira de Oliveira et Mytalle Santana Fonseca, « On the genus Paragoniastes Comellini, 1979, with description of a new species from Ilhéus, Brazil (Coleoptera, Staphylinidae, Pselaphinae) », Psyche, Hindawi Publishing Corporation (d) et Cambridge Entomological Club, vol. 2012,‎ 2012, p. 1-6 (ISSN 0033-2615 et 1687-7438, OCLC 191673651, DOI 10.1155/2012/561352).
- (en) Zhu Li, Giulio Cuccodoro et Li Chen, « List of unavailable infrasubspecific names originally published in Oberea Dejean, 1835, with nomenclatural notes on the genus (Coleoptera: Cerambycidae) », Zootaxa, Magnolia Press (d), vol. 4034, no 3,‎ 30 octobre 2015, p. 577–586 (ISSN 1175-5334 et 1175-5326, OCLC 49030618, PMID 26624459, DOI 10.11646/ZOOTAXA.4034.3.9).
- (en) Sergey A. Kurbatov et Giulio Cuccodoro, « Revision of Neodeuterus Schaufuss and description of a new allied genus from Borneo (Coleoptera: Staphylinidae: Pselaphinae) », Zootaxa, Magnolia Press (d), vol. 4006, no 2,‎ 24 août 2015, p. 374–382 (ISSN 1175-5334 et 1175-5326, OCLC 49030618, PMID 26623773, DOI 10.11646/ZOOTAXA.4006.2.8).
- (en) Giulio Cuccodoro et Zhi-Ping Liu, « Megarthrus of southern India and Sri Lanka, with notes on their phylogenetic and biogeographical relationships (Coleoptera: Staphylinidae: Proteininae) », Zootaxa, Magnolia Press (d), vol. 4097, no 4,‎ 4 avril 2016, p. 530–544 (ISSN 1175-5334 et 1175-5326, OCLC 49030618, PMID 27394564, DOI 10.11646/ZOOTAXA.4097.4.5).
- (en) Zhu Li, Lichao Tian, Giulio Cuccodoro, Li Chen et Cheng Lu, « Taxonomic note of Oberea fuscipennis (Chevrolat, 1852) based on morphological and DNA barcode data (Coleoptera, Cerambycidae, Lamiinae) », Zootaxa, Magnolia Press (d), vol. 4136, no 2,‎ 6 juillet 2016, p. 360–372 (ISSN 1175-5334 et 1175-5326, OCLC 49030618, PMID 27395720, DOI 10.11646/ZOOTAXA.4136.2.6).
- (en) Zi-Wei Yin et Giulio Cuccodoro, « Colilodion schulzi sp. n. (Coleoptera: Staphylinidae: Pselaphinae) from Palawan, the Philippines, with habitus photographs and a revised key to all Colilodion species », Revue suisse de zoologie, MHNG, vol. 123, no 1,‎ 2016, p. 153-158 (ISSN 0035-418X, DOI 10.5281/ZENODO.46295, lire en ligne).
- (en) Zhu Li, Giulio Cuccodoro et Li Chen, « Some taxonomic notes on the genus Oberea Dejean, 1835 from Asia (Coleoptera, Cerambycidae, Lamiinae) », ZooKeys, Sofia, Pensoft Publishers (d), vol. 647, no 647,‎ 27 janvier 2017, p. 121–136 (ISSN 1313-2989 et 1313-2970, OCLC 248547717, PMID 28325967, PMCID 5345353, DOI 10.3897/ZOOKEYS.647.11120).
- (en) Giulio Cuccodoro, « Megarthrus Curtis, 1829 of Malawi (Coleoptera, Staphylinidae, Proteininae) », Entomologische Blätter für Biologie und Systematik der Käfer, Heinz Peks (d), vol. 114,‎ 2018, p. 145-149 (ISSN 0013-8835, lire en ligne).
- (en) Sergey A Kurbatov et Giulio Cuccodoro, « Notes on Iniocyphus iheringi Raffray, 1912 (Coleoptera: Staphylinidae: Pselaphinae) », Zootaxa, Magnolia Press (d), vol. 4586, no 1,‎ 16 avril 2019, p. 171 (ISSN 1175-5334 et 1175-5326, OCLC 49030618, PMID 31716149, DOI 10.11646/ZOOTAXA.4586.1.10).
- (en) Zi-Wei Yin, Sergey A. Kurbatov, Giulio Cuccodoro et Chen-Yang Cai, « Cretobrachygluta gen. nov., the first and oldest Brachyglutini in mid-Cretaceous amber from Myanmar (Coleoptera: Staphylinidae: Pselaphinae) », Acta Entomologica Musei Nationalis Pragae, Prague, Musée national de Prague, vol. 59, no 1,‎ 1er octobre 2019, p. 101-106 (ISSN 0374-1036 et 1804-6487, DOI 10.2478/AEMNP-2019-0008, lire en ligne).

Années 2020
- (en) Zhiping Liu et Giulio Cuccodoro, « Megarthrus of China. Part 1. Description of a new species resembling M. antennalis Cameron, 1941 (Coleoptera: Staphylinidae: Proteininae) », Zootaxa, Magnolia Press (d), vol. 4750, no 2,‎ 11 mars 2020, p. 269-276 (ISSN 1175-5334 et 1175-5326, OCLC 49030618, PMID 32230479, DOI 10.11646/ZOOTAXA.4750.2.10).
- (en) William David RodrÍguez, José L. Navarrete-Heredia, Emmanuel Arriaga-Varela et Giulio Cuccodoro, « Two new species of Megarthrus (Coleoptera, Staphylinidae, Proteininae) from Mexican Cloud Forests », Zootaxa, Magnolia Press (d), vol. 4778, no 3,‎ 15 mai 2020, p. 571–583 (ISSN 1175-5334 et 1175-5326, OCLC 49030618, PMID 33055815, DOI 10.11646/ZOOTAXA.4778.3.8).
- (en) Zhiping Liu et Giulio Cuccodoro, « Megarthrus of China. Part 2. Megarthrus basicornis Fauvel, 1904 with description of a new species from Mount Emei (Coleoptera: Staphylinidae: Proteininae) », Zootaxa, Magnolia Press (d), vol. 4895, no 1,‎ 14 décembre 2020, p. 124–134 (ISSN 1175-5334 et 1175-5326, OCLC 49030618, PMID 33311057, DOI 10.11646/ZOOTAXA.4895.1.7).
- (en) Giorgio Sabella, Giulio Cuccodoro et Sergey A. Kurbatov, « A revision of the Chilean Brachyglutini – Part 6. Revision of Achilia Reitter, 1890: A. grandiceps, A. valdiviensis, and A. bicornis species groups (Coleoptera: Staphylinidae: Pselaphinae) », Revue suisse de zoologie, MHNG, vol. 127, no 1,‎ 4 juin 2020, p. 129 (ISSN 0035-418X, DOI 10.35929/RSZ.0013).
- (en) Zi-Wei Yin, Peter Hlaváč et Giulio Cuccodoro, « The first record of Archiclaviger in continental Asia, with description of a new species from China (Coleoptera: Staphylinidae: Pselaphinae) », Fossil Imprint, Musée national de Prague,‎ 7 octobre 2020, p. 537-544 (ISSN 2533-4050 et 2533-4069, DOI 10.37520/AEMNP.2020.036, lire en ligne).
- (en) Shan Zhang, Giulio Cuccodoro, Li Chen et Zhiping Liu, « Megarthrus of China. Part 3. Comments on the occurrence of Megarthrus nitidulus Kraatz, 1857 in China, and description of a new species, with notes on teratology and phoretic acari in the genus (Coleoptera: Staphylinidae: Proteininae) », Zootaxa, Magnolia Press (d), vol. 4920, no 4,‎ 2 février 2021, p. 554–564 (ISSN 1175-5334 et 1175-5326, OCLC 49030618, DOI 10.11646/ZOOTAXA.4920.4.6).
- (en) Sergey A. Kurbatov, Giulio Cuccodoro et Giorgio Sabella, « A revision of the Chilean Brachyglutini – Part 7. Revision of Achilia Reitter, 1890: A. cosmoptera species group (Coleoptera: Staphylinidae: Pselaphinae) », Revue suisse de zoologie, MHNG, vol. 128, no 1,‎ 2021, p. 135-156 (ISSN 0035-418X, DOI 10.35929/RSZ.0041, lire en ligne).
- (en) Zhiping Liu et Giulio Cuccodoro, « Megarthrus of China. Part 4. The M. hemipterus complex (Coleoptera, Staphylinidae, Proteininae), with description of a new species from Yunnan Province », ZooKeys, Sofia, Pensoft Publishers (d), vol. 1056,‎ 17 août 2021, p. 17-34 (ISSN 1313-2989 et 1313-2970, OCLC 248547717, DOI 10.3897/ZOOKEYS.1056.66553).
- (en) Zhiping Liu et Giulio Cuccodoro, « Megarthrus of China. Part 5. The M. calcaratus complex, with description of three new species (Coleoptera: Staphylinidae: Proteininae) », Zootaxa, Magnolia Press (d), vol. 5020, no 2,‎ 12 août 2021, p. 288-306 (ISSN 1175-5334 et 1175-5326, OCLC 49030618, DOI 10.11646/ZOOTAXA.5020.2.3).